# ISO 5436-2
Die Norm ISO 5436-2 mit dem vollständigen Titel „Geometrische Produktspezifikation (GPS) – Oberflächenbeschaffenheit: Tastschnittverfahren; Normale – Teil 2: Software-Normale“ beschreibt Datenformate für die Speicherung von zwei- und dreidimensionalen Oberflächenprofilen. Die Norm gehört zur Gruppe der GPS-Normen, die die Geometrische Produktspezifikation beschreiben. Die beschriebenen Datenformate dienen sowohl der Speicherung von sogenannten Software-Normalen (Standarddatensätze mit bekannten Eigenschaften, die zur Prüfung von Software verwendet werden), als auch von Messwerten realer Oberflächen.

## Datenelemente
Die Norm gliedert jede Datei in vier Datensätze, sogenannte Records. Der erste Datensatz enthält die Beschreibung des Koordinatensystems und des Darstellungformates der Koordinaten. Der zweite, optionale Datensatz enthält Metainformationen zu den Daten, sowie zum Autor und zur verwendeten Messtechnik. Der dritte Datensatz enthält die eigentlichen Profildaten, also Koordinatentripel, die die räumliche X-, Y- und Z-Koordinate jedes Messpunktes beschreiben. Der vierte Datensatz enthält eine Prüfsumme zur Konsistenzprüfung der Datei.